# الیزابت یورک
الیزابت یورک ((به انگلیسی: Elizabeth of York) (۱۱ فوریهٔ ۱۴۶۶ – ۱۱ فوریهٔ ۱۵۰۳) از ۱۴۸۶ تا زمان مرگ همسر هنری هفتم و ملکه انگلستان بود. وی اولین ملکه خاندان تودور بود. الیزابت دختر ادوارد چهارم، برادرزاده ریچارد سوم، خواهر ادوارد پنجم و مادر هنری هشتم بود. به این ترتیب، پدر، برادر، عمو، همسر و پسر او همگی پادشاهان انگلستان بودند. پیروزی هنری هفتم از خاندان لنکستر بر ریچارد سوم از خاندان یورک در نبرد بازورت، ازدواج او با الیزابت از خاندان یورک و ایجاد خاندان تودور، به جنگ رزها خاتمه داد و دورانی از صلح داخلی را برای انگلستان ایجاد کرد.
پسر ارشد الیزابت، آرتور در سال ۱۵۰۲ در ۱۵ سالگی درگذشت و پسر دوم وی، هنری در سال ۱۵۰۹ به سلطنت رسید. همچنین دو دختر او و هنری هفتم، ملکه‌های فرانسه و اسکاتلند بودند. الیزابت در سال ۱۵۰۳ و در روز تولد ۳۷ سالگی بر اثر عفونت بعد از زایمان درگذشت. جسد او در کلیسای وست‌مینستر دفن شده است.